# Перхлорат нитрозила
Перхлорат нитрозила — неорганическое соединение, 
соль нитрозила и хлорной кислоты с формулой NOClO4,
бесцветные кристаллы,
образует кристаллогидрат.

## Получение
- Пропускание эквимолярной смеси оксидов азота(II) и азота(IV) через хлорную кислоту:

{\displaystyle {\mathsf {NO+NO_{2}+2HClO_{4}\ {\xrightarrow {}}\ 2NOClO_{4}+H_{2}O}}}

## Физические свойства
Перхлорат нитрозила образует бесцветные кристаллы
ромбической сингонии,
параметры ячейки a = 0,723 нм, b = 0,900 нм, c = 0,568 нм.
Образует кристаллогидрат состава NOClO4•H2O.

## Химические свойства
- Безводную соль получают сушкой кристаллогидрата над оксидом фосфора.